# Cinemàtica estel·lar
La cinemàtica estel·lar és l'estudi del moviment dels estels sense tenir en compte com l'han adquirit. En aquest punt difereix de la dinàmica estel·lar que té en compte els efectes gravitacionals.
En astronomia, està àmpliament acceptat el fet que la majoria dels estels neixen dins de núvols moleculars. Els estels formats en aquests núvols formen cúmuls oberts que contenen milers de membres. Aquests cúmuls es dissocien amb el temps. Els estels que se separen del centre del cúmul es designen com a membres de l'associació estel·lar del cúmul. Si continuen la seva deriva a través de la galàxia com un grup poc coherent, llavors s'anomenen grups mòbils.
El moviment d'un estel en relació al Sol proporciona informació sobre l'origen i l'edat de l'estel, així com sobre l'estructura i l'evolució de la galàxia que l'envolta.

## Velocitat espacial
El component del moviment estel·lar en direcció al Sol o en direcció contrària s'anomena velocitat radial, i es pot mesurar per la variació de l'espectre causat per l'efecte Doppler. El moviment propi es pot aconseguir prenent una de determinacions posicionals amb relació a un objecte més distant. Es pot calcular la velocitat espacial, un cop la distància a l'estel està determinada a través de mitjans astromètrics com la paral·laxi. Aquest és el moviment de l'estrella respecte del Sol o el Sistema de repòs local (LSR en les sigles en anglès). Aquest darrer s'agafa normalment com una posició del Sol en la ubicació actual que segueix una òrbita circular al voltant del centre galàctic a la velocitat mitjana d'aquells estels propers amb una baixa velocitat de dispersió. El moviment del Sol respecte del sistema de repòs local s'anomena moviment solar peculiar.
Els components de la velocitat espacial en el sistema de coordenades galàctiques de la Via Làctia es designen normalment U, V, i W, en km/s, amb U positiva en la direcció del centre galàctic, V positiva en la direcció de la rotació galàctica, i W positiva en la direcció del pol nord galàctic. El moviment peculiar del Sol respecte del sistema de repòs local LSR és (U, V, W) = (10.00 ± 0.36, 5.23 ± 0.62, 7.17 ± 0.38) km/s.
Els estels de la Via Làctia es poden subdividir en dues poblacions generals, basant-se en al metal·licitat, o la proporció d'elements amb nombre atòmic més gran que l'heli. Entre els estels propers, s'ha trobat que els estels de població I amb major metal·licitat tenen normalment velocitats més baixes que els estels de població II més vells. Aquests darrers tenen òrbites el·líptiques inclinades al pla de la galàxia. La comparació de la cinemàtica d'estels propers ha permès la identificació d'associacions estel·lars. Hi ha probablement grups d'estels que comparteixen un punt d'origen comú en un núvol molecular gegant.
A la Via Làctia, hi ha tres components primaris de la cinemàtica estel·lar: el disc, l'halo i el bony o barra. Aquest grups cinemàtics estan estretament relacionats amb les poblacions estel·lars de la galàxia, formant una forta correlació entre el moviment i la composició química, indicant diferents mecanismes de formació. L'halo es pot subdividir en un halo intern, amb un moviment prògrad de rotació respecte de la galàxia i un d'extern, de moviment retrògrad.

## Estels d'alta velocitat
Depenent de la definició, un estel d'alta velocitat és un estel que es mou més ràpid de 65 km/s a 100 km/s respecte del moviment mitjà de les estrelles del veïnatge solar. La velocitat es defineix a vegades com a velocitat supersònica respecte del medi interestel·lar circumdant. Els tres tipus d'estels d'alta velocitat són: estels fugitius, estels halo i estels d'hipervelocitat.

### Estels fugitius

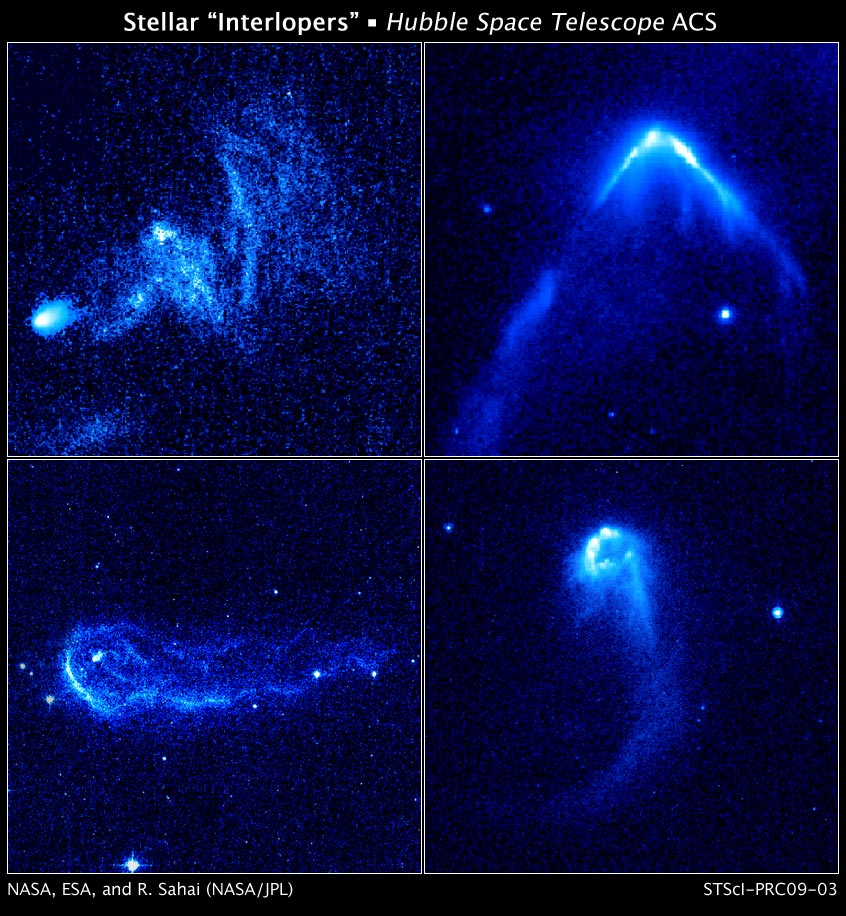
Quatre estels fugitius movent-se per regions de gas interestel·lar dens i creant ones en arc brillants i cues de gas. Els estels d'aquestes imatges del Telescopi espacial Hubble pertanyen a una sèrie de 14 estels fugitius joves captats per l'Advanced Camera for Surveys entre octubre de 2005 i juliol de 2006

Un estel fugitiu és un estel que es mou a través de l'espai a una velocitat anormalment alta respecte del medi interestel·lar circumdant. El moviment propi d'un estel fugitiu apunta sovint a una associació estel·lar a la qual pertanyia inicialment i de la que fou expulsat.
Hi ha dos possibles mecanismes que poden produir un estel fugitiu:
- Una possible causa seria un encontre proper entre dos sistemes binaris resultant en una disrupció dels dos sistemes, i com a conseqüència els estels són expulsats a grans velocitats.
- Una altra possibilitat seria una explosió de supernova en un sistema d'estrelles múltiple que faria que la resta de components fossin expolsats a grans velocitats.

Encara que tots dos mecanismes són teòricament possibles, els astrònoms es decanten més per la hipòtesi de la supernova.
Un exemple d'un conjunt d'estels fugitius relacionats és el cas d'AE Aurigae, 53 Arietis i Mu Columbae, on totes elles es mouen allunyant-se entre elles a velocitats superiors als 100 km/s (en comparació, el Sol es mou a través de la galàxia a uns 20 km/s més ràpid que la mitjana local. Traçant els seus moviments en el temps, els seus camins confluirien en la nebulosa d'Orió fa uns dos milions d'anys. Es creu que el bucle de Barnard és un romanent d'una supernova que expulsà els altres estels.
Un altre exemple és l'objecte de raigs X Vela X-1, on mitjançant tècniques de fotografia digital s'ha vist la presència d'una hipèrbole d'un xoc en arc supersònic típic.

### Estels de l'halo galàctic
Els estels d'alta velocitat són estels molt vells que no comparteixen el moviment del Sol o el de la majoria dels altres estels del veïnatge solar que estan en òrbites circulars similars al voltant del centre galàctic. Al contrari, viatgen en òrbites el·líptiques, que sovint els porta fora del pla de la galàxia. Encara que la seva velocitat orbital en la galàxia pot no ser més ràpida que la del Sol, els seus camins diferents resulten en velocitats relatives grans respecte al Sol o al sistema de repòs local.
Exemples típics són els estels de l'halo que passen a través del disc de la galàxia a angles molt inclinats. Un dels 45 estels més propers, l'anomenat Estel de Kapteyn, és un exemple d'estel d'alta velocitat que es troba prop del Sol. La seva velocitat radial és de -245 km/s, i els components de la seva velocitat espacial són U = 19 km/s, V = -288 km/s, i W = -52 km/s.

### Estels hiperveloços
Els estels hiperveloços (HVS en les sigles en anglès), també anomenats, Estels exiliats, són estels amb una velocitat tan gran que són capaços d'escapar de l'atracció gravitacional de la galàxia. Els estels normals tenen velocitats de l'ordre dels 100 km/s, mentre que els estels hiperveloços (especialment els propers al centre de la galàxia, que és on es pensa que es produeixen), tenen velocitats de l'ordre dels 1000 km/s.
L'existència d'estels hiperveloços fou predita per J. Hills el 1988. El primer estel hiperveloç fou descobert el 2005 per Warren Brown i els seus col·laboradors del Harvard-Smithsonian Center for Astrophysics. Actualment, se'n coneixen setze, un dels quals es creu que s'originà al Gran Núvol de Magalhães en comptes de a la Via Làctia. Tots els estels hiperveloços coneguts actualment estan al voltant dels 50.000 parsecs i no estan lligats a la galàxia.
Es pensa que existeixen uns 1.000 estels hiperveloços a la nostra galàxia. Considerant que hi ha uns 100.000 milions d'estels a la Via Làctia, aquests estels representarien l'0.000001% dels estels.
Es creu que s'originen en encontres d'estels binaris amb forats negres supermassius al centre de la Via Làctia. El forat negre capturaria un dels companys de la parella, mentre que l'altre escaparia a gran velocitat. Cal remarcar que capturar no vol dir necessàriament engolit, ja que probablement el company de l'estel hiperveloç no caurà al forat negre.
Els estels hiperveloços són estels de la seqüència principal amb masses unes poques vegades la massa del Sol.
Un equip de l'Observatori Astronòmic de Córdoba a l'Argentina creu que els nostres estels hiperveloços són el resultat d'una fusió amb una col·lisió entre la Via Làctia, i una galàxia nana orbitant. Una galàxia nana que hauria estat orbitant la Via Làctia, passà pel centre de la Via Làctia. Quan aquesta galàxia nana feu la seva aproximació al centre de la Via Làctia, patí una intensa atracció gravitacional, aquesta incrementà l'energia d'alguns estels tant que trencaren els lligams amb la galàxia nana i foren expulsats a l'espai.
Alguns dels estels de neutrons s'infereix que viatgen amb velocitats similars, no obstant no estarien relacionats ni amb els estels hiperveloços ni amb els mecanismes d'ejecció d'estels hiperveloços. Els estels de neutrons són romanents d'explosions de supernova i les seves velocitats extremes és probable que siguin el resultat d'una explosió de supernova asimètrica. L'estel de neutrons RX J0822-4300, que es movia a la velocitat rècord de 1500 km/s (0,5% c) el 2007 segons els mesuraments realitzats per l'Observatori de raigs X Chandra, es pensa que es produí d'aquesta manera.

## Grups cinemàtics
Un grup cinemàtic és un conjunt d'estels d'edat i moviment espacial similar. Es tracta d'estels que podrien compartir un origen comú, com l'evaporació d'un cúmul obert, el romanent d'una regió de formació estel·lar, o grups d'esclats de formació estel·lar superposats en diferents períodes en regions adjacents. La majoria d'estels neixen dins de núvols moleculars. Els estels que es formen dins aquests núvols componen cúmuls oberts lligats gravitacionalment i contenen milers de membres amb edats i composicions similars. Aquests cúmuls es dissocien amb el temps. Grups d'estels joves que escapen d'un cúmul, o no deixen d'estar lligades entre elles, formen les associacions estel·lars. Amb el pas del temps aquests estels es dispersen i la seva associació ja no és tan aparent transformant-se en grups d'estels en moviment.
Els astrònoms poden determinar si els estels són membres d'un grup cinemàtic quan comparteixen la mateixa edat, metal·licitat, i cinemàtica (velocitat radial i moviment propi).

### Associacions estel·lars

Vista d'una cúmul estel·lar a la constel·lació de l'Unicorn presa pel telescopi VISTA.

Una associació estel·lar és un cúmul d'estels molt separat; els seus estels comparteixen un origen comú, però han esdevingut gravitacionalment deslligades però encara es mouen juntes a través de l'espai. Les associacions s'identifiquen primerament per les seves edats i els seus vectors de moviment comuns. La identificació per mitjà de la composició química també s'usa com a factor per indicar la pertinença a una associació.
Les associacions estel·lars foren descobertes per primera vegada per l'astrònom armeni Víktor Ambartsumian el 1947. La nomenclatura convencional d'una associació utilitza el nom o l'abreviació de la constel·lació (o constel·lacions) en la que es troba; el tipus d'associació i, a vegades, un nombre identificatiu.

#### Tipus
Víktor Ambartsumian fou el primer a categoritzar les associacions estel·lars en dos grups, OB i T, basant-se en les propietats dels estels. Una tercera categoria, R, fou suggerida posteriorment per Sidney van den Bergh per a les associacions que il·luminaven les nebuloses de reflexió. Les associacions OB, T, i R formen un continu d'agrupacions estel·lars joves. Però no és clar si són una seqüència en evolució o representen algun altre factor. Alguns grups també presenten propietats dels dos grups OB i T per això la seva categorització no és del tot definitiva.

#### Associacions OB
- Les associacions OB són associacions joves que contenen de 10–100 estels massius de classificació estel·lar O i B. Es pensen que es formen dins el mateix petit volum dins d'un núvol molecular gegant. Un cop el gas i la pols que els envolta desapareix, els estels romanents es deslliguen i comencen a separar-se.[20] Es pensa que la majoria dels estels de la Via Làctia es formaren associacions OB.[20] els estels classe O són de vida curta i moriran com a supernoves al cap d'aproximadament un milió d'anys. Per tant, les associacions OB tindran una vida aproximada d'un milió d'anys o menys. Els estels O-B de l'associació cremaran tot el seu combustible ente 10 milions d'anys, en comparació l'edat actual del Sol és d'aproximadament 5.000 milions d'anys.) El satèl·lit Hipparcos ha proporcionat mesures que han localitzat una dotzena d'associacions OB a 650 parsec del Sol.[21] L'associació OB més propera és l'associació Escorpí-Centaure, situada a 400 anys llum del Sol.[22] S'han trobat associacions OB en el Gran Núvol de Magalhaes i en la Gran galàxia d'Andròmeda. Aquestes associacions són disperses en diàmetres de 1.500 anys llum.[23]

#### Associacions T
- Les associacions T  són associacions disperses de fins a un miler d'estels T Tauri infants que encara es troben en procés d'entrar en la seqüència principal, presenten la mateixa edat, origen i composició química i tenen la mateixa amplitud en direcció al seu vector de velocitat. L'exemple més proper és l'associació T Taurus-Auriga (Tau-Aur T association), situada a una distància de 140 parsecs del Sol.[24] Altres exemples d'associacions T són l'associació T R Corona Australis, l'associació T Lupus, L'associació T Chamaeleon i l'associació T Velorum. Les associacions T es troben sovint en les proximitats dels núvols moleculars que les formaren, però no totes, inclouen estels de classe O-B.

#### Associacions R
- Les associacions R són associacions d'estels que il·luminen nebuloses de reflexió, aquest nom fou suggerit per Sidney van den Bergh després de descobrir que els estels d'aquestes nebuloses tenen una distribució no uniforme.[18] Aquests agrupaments estel·lars joves contenen estels de la seqüència principal que no són prou massius per a dispersar el núvol molecular que els ha format.[19] Això permet que es puguin examinar les propietats dels núvols foscos que l'envolten. Com les associacions R són més abundants que les associacions OB poden usar-se per conèixer l'estructura de braços espirals galàctics.[25] Un exemple d'associació R és l'associació Monoceros R2, situada a 830 ± 50 parsecs del Sol.[19]

### Grups en moviment
Si les restes d'una associació estel·lar es desplacen a través de la galàxia com un conjunt coherent, s'anomenen grups en moviment. Aquests grups poden ser vells, com el grup en moviment HR 1614 de 2.000 milions d'anys, o joves com el grup en moviment AB Doradus de tan sols 50 milions.
Els grups en moviment foren estudiats per Olin J. Eggen als anys seixanta López-Santiago i els seus col·laboradors han compilat una llista dels grups en moviment joves més propers. El grup en moviment més proper és el grup en moviment Ursa Major que inclou la majoria dels estels de l'asterisme del Carro Gran a 60° N, però amb alguns allunyats fins al Triangle Austral a 70° S.

### Corrents estel·lars
Un corrent estel·lar és una associació d'estels que orbiten una galàxia que havia estat un cúmul globular o galàxia nana i que ara ha estat esquinçada i s'estén al llarg de la seva òrbita per forces de marea.